# جزوان (زنجان)
روستای جزوان (گیزوان) روستایی در شهرستان زنجان است.
در لغت‌نامه دهخدا دربارۀ این روستا آمده است: قریه‌ای است از قرای اَبهَر رود زنجان. این ده قدیم‌النسق است و پنجاه خانوار سکنه دارد و محصول آن غله ٔ دیمی و آبی است و رودخانه‌ای از میان دره میگذرد که زراعت قریه را مشروب میسازد و رودخانه ٔ قزل اوزن هم از یک سمت قریه جاریست که قسمتی از زراعت پنبه و شلتوک و باغات از آن مشروب می‌شوند. این قریه متصل است به خاک طارم و خلخال و مزرعه‌ای دارد موسوم به شور ییلاق که چشمه سارها دارد که اهالی برای ییلاق به آنجا میروند وباغات و جنگل بسیار دارد و شغل اکثر اهالی زغال فروشی و هوای آن گرم است. (از مرآت البلدان ج ۴ ص ۲۲۷). در فرهنگ جغرافیایی این ده جزو دهستان زنجان رود از بخش حومه ٔ شهرستان زنجان محسوب گشته و سکنه ٔ آن ۱۲۰ تن نوشته شده‌است. (از فرهنگ جغرافیایی ایران ج ۲).
زبان اهالی روستا مانند سایر روستاهای منطقه ترکی است و اکنون نیز اهالی منطقه عنوان 'گیزوان' را برای نام این روستا بکار می‌برند. از آرامستان‌های موجود در این روستا می‌توان به تاریخ کهن آن پی برد. این روستا دارای قبرستانی است نسبتاً بزرگ که متعلق به مسلمانان نیست و قبل از ورود اسلام به ایران در این روستا بوده‌است.
محدوده روستا نسبتاً بزرگ می‌باشد زیرا روستاهای همسایه بعداً شکل گرفته‌اند به طوری که ییلاق اهالی (Shor yaylaq) که دهخدا از آن نام برده کیلومترها از ده فاصله داشته و در نزدیکی روستای کلهین می‌باشد. روستا به صورت طولی و نیز به صورت پلکانی می‌باشد. طول روستا با پای پیاده در بیش از یک ساعت طی می‌شود. از اوایل تیر تا اواسط پاییز اهالی برای کاشت محصول و باغبانی در باغها زندگی می‌کنند و مابقی سال را در محل متمرکز روستا زندگی می‌کنند. در انتهای روستا نزدیک به رود قزل اوزن یک آسیاب آبی بزرگ وجود داشت که حکایت از تمدن روستا در گذشته را دارد به طوری که خرابه‌های مسکونی در اطراف رود قزل اوزن این را تأیید می‌کند.

## نگارخانه

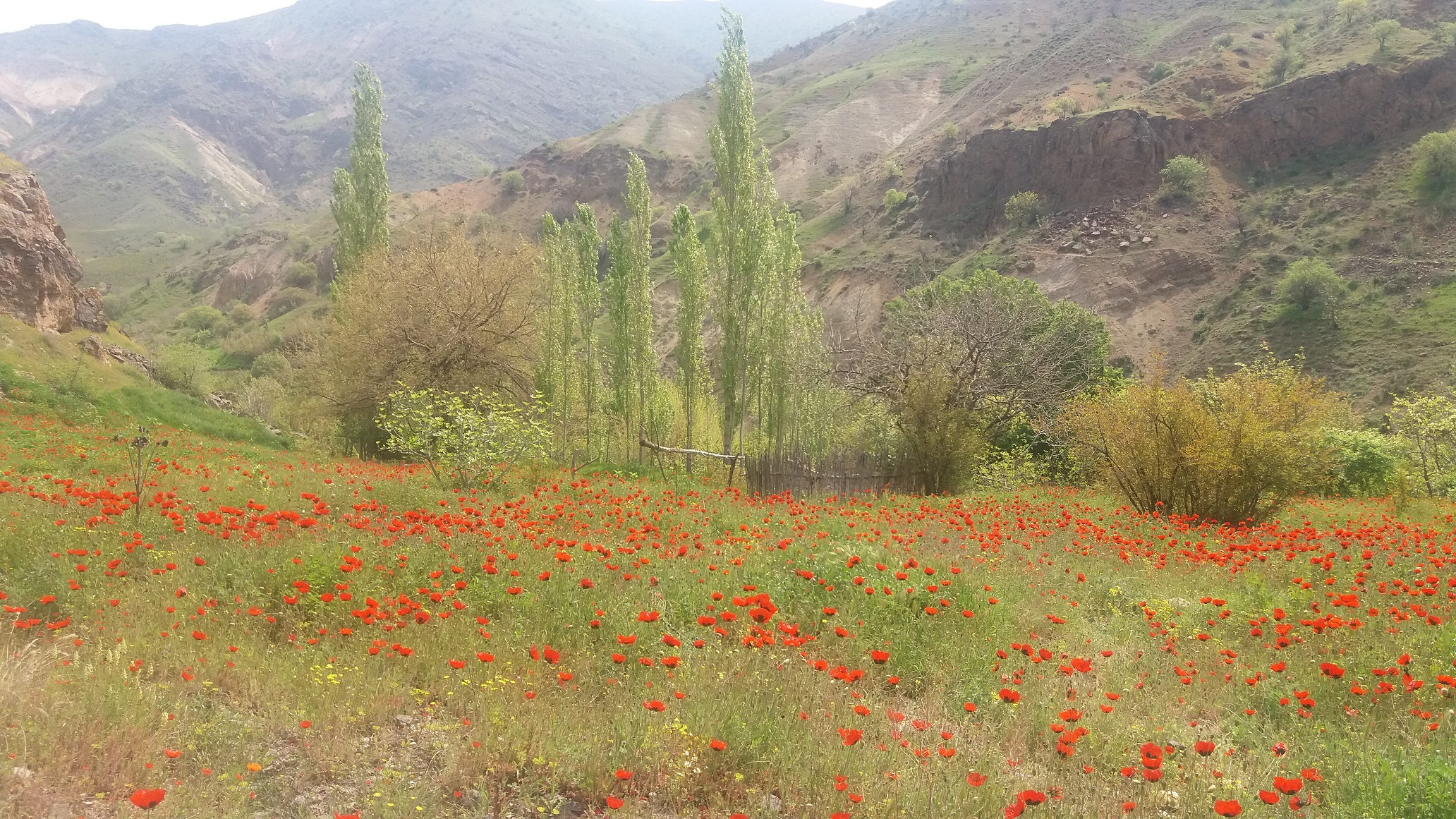
گل های لاله بهاری
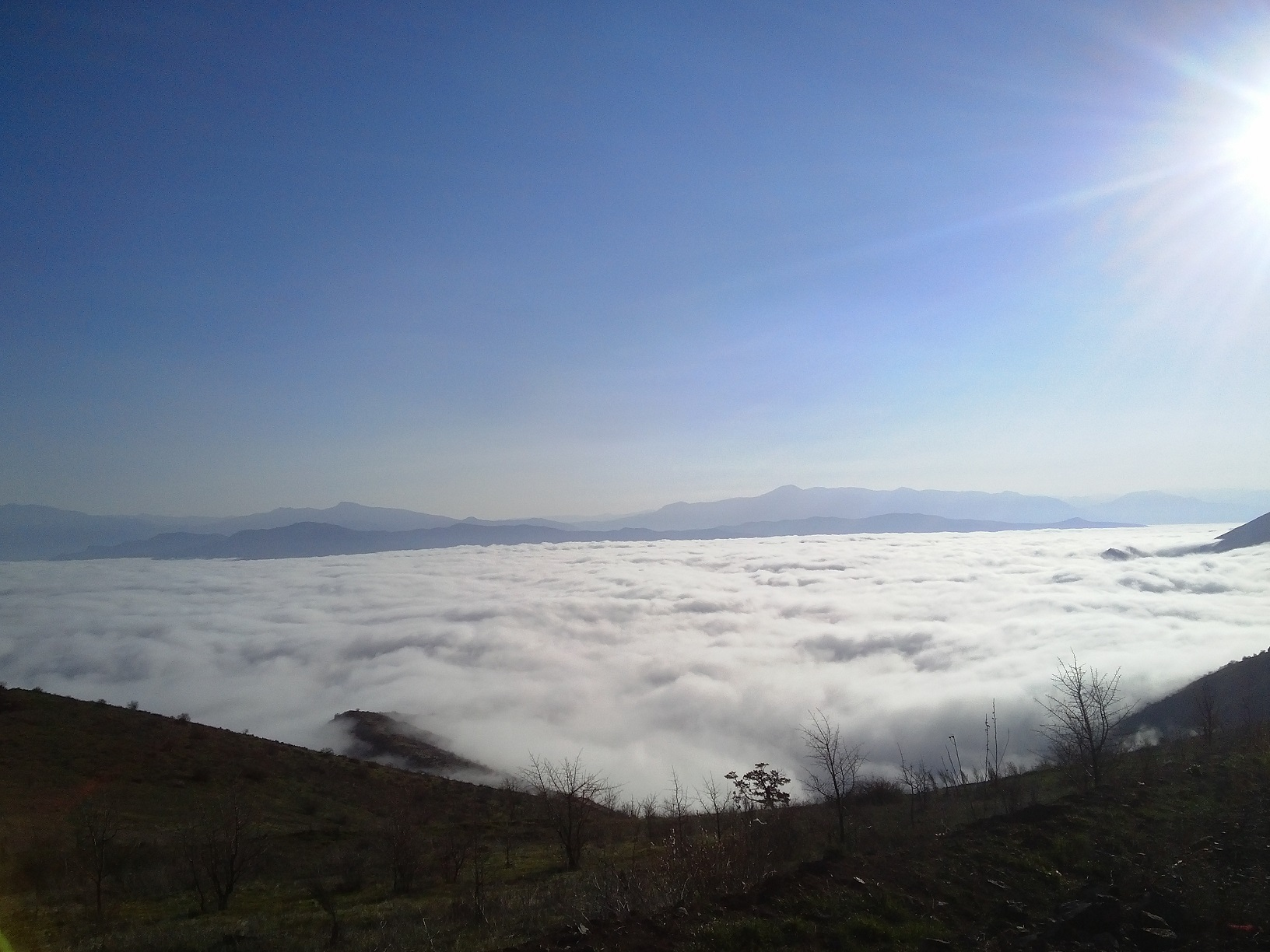
ارتفاعات مه آلود روستا
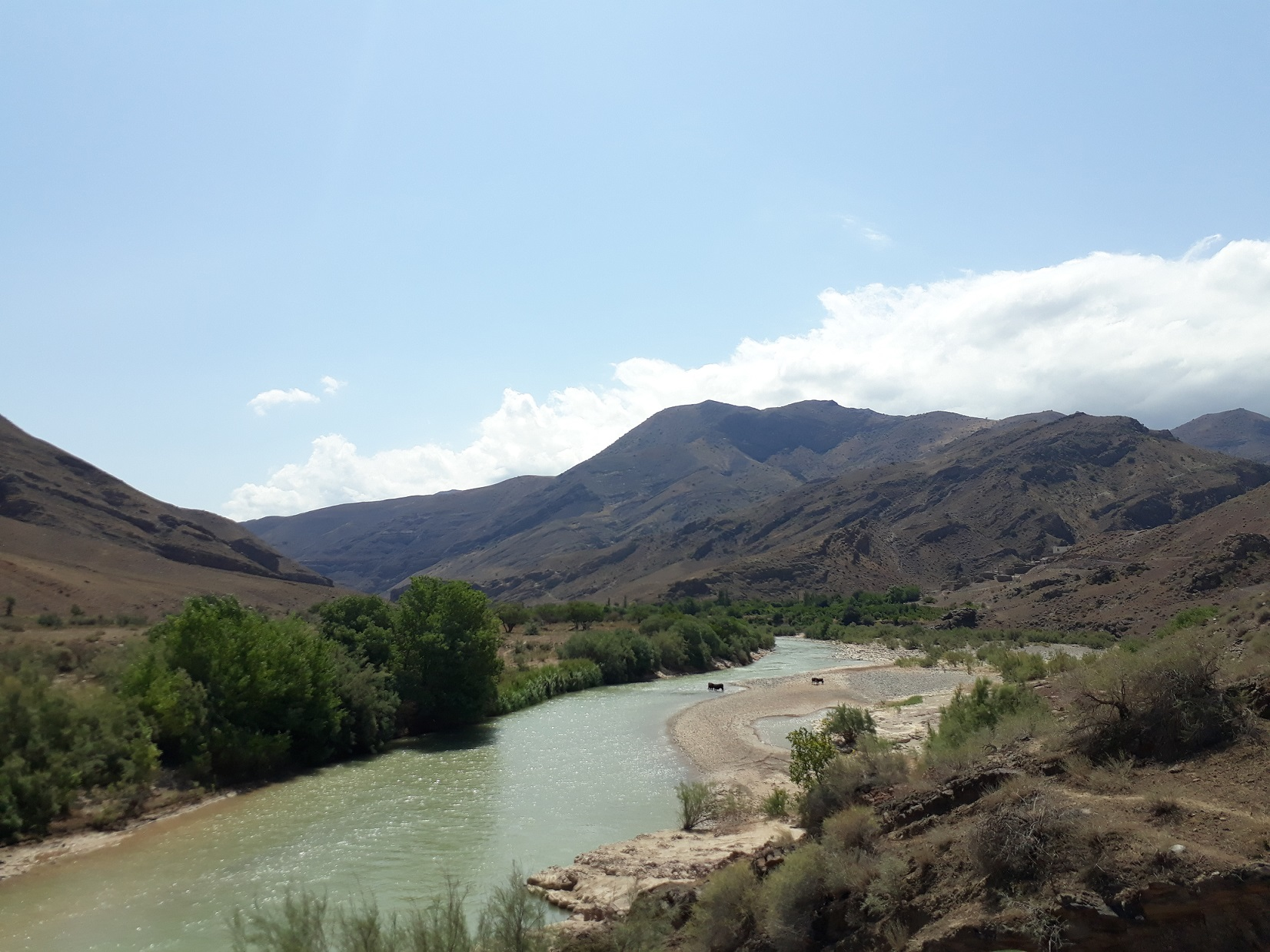
رودخانه قزل اوزن
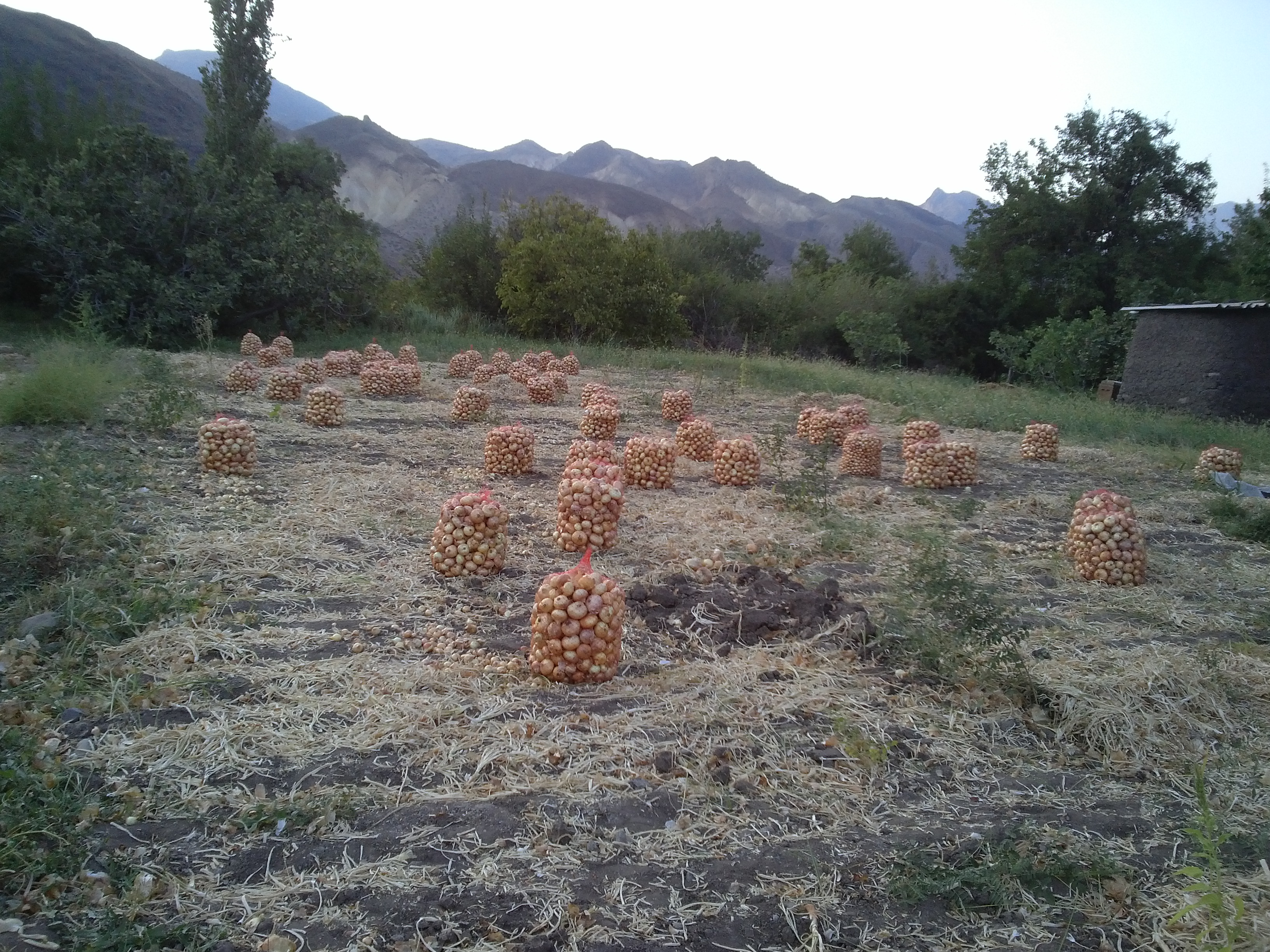
برداشت محصول روستای جزوان